# Realp
Realp és un municipi del cantó d'Uri (Suïssa).